# هربرت ارنست فال
هربرت ارنست فال (به آلمانی: Herbert-Ernst Vahl) (زاده ۹ اکتبر ۱۸۹۶، مرگ ۲۲ ژوئیه ۱۹۴۴) یک ژنرال آلمانی در دوره رایش سوم و از ۱۰ فوریه ۱۹۴۳ تا ۱۸ مارس ۱۹۴۳ فرمانده لشکر دوم زرهی اس‌اس داس رایش و از ۷ می ۱۹۴۴ تا ۲۲ ژوئیه ۱۹۴۴ فرمانده لشکر چهارم اس‌اس پلیس بود.
فال در ۱ اوت ۱۹۴۲ به اس‌اس پیوست و در ۱۹۴۳ به درجه اوبرفورر رسید و فرمانده لشکر دوم زرهی اس‌اس داس رایش مستقر در شوروی شد.در جریان نبرد سوم خارکوف به شدت زخمی شد و موفق به دریافت صلیب شوالیه آهنین شد.پس از بهبودی بازرس نیروهای زرهی در اداره اصلی رهبری اس‌اس شد.در ژوئیه ۱۹۴۴ به سالونیک در یونان رفت تا فرماندهی لشکر چهارم اس‌اس پلیس را که در آن‌جا مستقر بود به‌دست بگیرد.وی در نهایت در ۲۲ ژوئیه ۱۹۴۴ در یک سانحه رانندگی درگذشت.